# Mickey Cohen
Meyer Harris "Mickey" Cohen (4 de septiembre de 1913 - 29 de julio de 1976) fue un gánster estadounidense que operaba en Los Ángeles. Era integrante de la mafia judía y también tuvo fuertes vínculos con la mafia estadounidense entre 1930 y 1960.

## Primeros años de vida
Mickey Cohen nació el 4 de septiembre de 1913, en una familia judía ortodoxa que vivía en la sección del Brownsville judío de Brooklyn. Su madre Fanny, que se había quedado viuda en septiembre de 1914, había emigrado desde Kiev (Ucrania). A la edad de 6 años, Mickey vendía periódicos en la calle; uno de sus hermanos mayores, Louie o Harry, lo dejaba en una de las esquinas habituales, en Soho y Brooklyn Streets. Luego, Fanny, su madre, se trasladó con su familia a Los Ángeles. En 1922, por un delito menor Mickey tuvo que ingresar en un reformatorio de la ciudad. 
Cuando era adolescente, Cohen comenzó a boxear en combates de boxeo ilegales en Los Ángeles. En 1929, a los 15 años de edad, se mudó de Los Ángeles a Cleveland para entrenar como boxeador profesional. Su primera pelea de boxeo profesional fue el 8 de abril de 1930 contra Patsy Farr en Cleveland (Ohio). Fue una de las peleas preliminares del combate Paul Pirrone vs Jimmy Goodrich. El 11 de abril de 1933 Cohen luchó contra Chalky Wright en Los Ángeles (California). Wright ganó la pelea y Mickey fue identificado incorrectamente como "Mickey Cohen, de Denver, Colorado" en la página de deportes del diario Los Angeles Times. El 12 de junio de 1931 Cohen había perdido una pelea contra el campeón del mundo de peso pluma Tommy Paul, después de haber sido noqueado en el minuto 02:20 en la primera ronda. Fue durante ese asalto cuando se ganó el apodo de "gángster Mickey Cohen".

## Carrera criminal
En Cleveland, Cohen conoció a Lou Rothkopf, un asociado de Moe Dalitz. Cohen más tarde regresó a Nueva York, donde se convirtió en socio de Tommy Dioguardi, el hermano del mafioso extorsionador Johnny Dio, y con Owney Madden. Por último, Cohen fue a Chicago, donde dirigió una operación ilegal de juego para la banda de Chicago, la poderosa organización criminal de Al Capone.

## La "Ley seca" y el grupo de Chicago
Durante la ley seca, Cohen se trasladó a Chicago donde se reunió con Al Capone comenzando a participar con él en el crimen organizado trabajando como matón en su banda de Chicago. Durante este período, Cohen fue arrestado por su participación en la muerte de varios gánsters ocurridas luego de partidas de cartas. 
Después de un breve período en la cárcel, Cohen fue liberado y comenzó a organizar partidas de cartas y participar en otras operaciones ilegales de juego. Más tarde se convirtió en socio de Mattie Capone, el hermano menor de Al. Mientras trabajaba para Jake Guzik, Cohen se vio obligado a huir de Chicago después de una discusión con un jugador rival.
En Cleveland, Cohen trabajó de nuevo para Lou Rothkopf, un socio de Meyer Lansky y Benjamin "Bugsy" Siegel. Sin embargo, hubo poco trabajo disponible para Cohen en Cleveland, por lo Rothkopf arregló con él para que trabajara con Siegel en California.

## De guardaespaldas del sindicato del crimen a capo del Sunset Strip
En 1939, Mickey Cohen fue enviado a Los Ángeles por Meyer Lansky y Lou Rothkopf para trabajar bajo las órdenes de Bugsy Siegel. Durante ese período, Mickey ayudó a configurar el Hotel Flamingo en Las Vegas y todo lo relacionado con las apuestas deportivas quedó bajo su control. También creó las líneas de cables (noticias) de carreras, que eran esenciales para las apuestas en Las Vegas. En 1947, las familias del crimen ordenaron el asesinato de Siegel por su mala gestión del Flamingo, muy probablemente porque Siegel o su novia Virginia Hill robaban parte del dinero de las apuestas. Según una versión que no apareció en la prensa, Cohen reaccionó violentamente por el asesinato de Siegel entrando en el Hotel Roosevelt, donde creía que los asesinos se alojaban. Cohen disparó contra el techo del vestíbulo con dos semiautomáticas del calibre 45 y exigió que los asesinos se encontraran con él afuera en diez minutos. Pero no apareció nadie, y Cohen se vio obligado a huir cuando llegó la policía.
Los métodos violentos de Cohen atrajeron la atención de las autoridades estatales y federales que investigaban la operación Dragna. Durante este tiempo, Cohen tuvo que hacer frente a muchos atentados contra su vida, incluyendo una bomba en su casa de la elegante Avenida Moreno en Brentwood. Cohen pronto convirtió su casa en una fortaleza, instalando proyectores y sistemas de alarma al tiempo que se hacía con un arsenal bien equipado. Bromeando, solía posar junto a sus 200 trajes hechos a medida. 
Cohen contrató a Johnny Stompanato como guardaespaldas antes de que Stompanato fuera asesinado por la hija de la actriz Lana Turner. Cohen compró un ataúd barato para el funeral de Stompanato, y luego vendió a la prensa las cartas de amor que Lana Turner le había escrito a Stompanato.

## Los últimos años
En 1950, Mickey Cohen fue investigado junto con numerosos otros delincuentes de los bajos fondos por un comité del Senado de EE. UU. conocido como la Comisión Kefauver. Como resultado de esta investigación, Cohen fue acusado de evasión de impuestos en junio de 1951 y condenado a cuatro años de prisión. 
En octubre de 1955, cuando Cohen fue liberado, continuó con su carrera delictiva, convirtiéndose en una "celebridad" internacional. Vendiendo más periódicos que cualquier otra persona en el país, según el autor Brad Lewis [cita requerida]. Su aparición en la televisión con Mike Wallace en mayo de 1957 conmocionó al establishment mediático. Regentó floristerías, negocios de pintura, clubes nocturnos, casinos, gasolineras, sastrerías, e incluso un puesto ambulante de helados en San Vicent Boulevard, Brentwood, Los Ángeles, según el periodista Richard Lamparski. 
En 1957 la revista Time escribió una nota sobre la reunión de Mickey Cohen con Billy Graham. Cohen dijo: «Me entusiasma el modo de vida cristiano. Billy se acercó, y antes que comiéramos, me dijo —¿Cómo se llama esa cosa que se dice antes de comer? ¿Bendecir la mesa? ¡Eso!, bendecir la mesa. Luego nos habló mucho sobre el cristianismo y esas cosas». Al parecer, como Mickey no cambiaba su estilo de vida, cuando algunos conocidos cristianos se lo reprochaban, su respuesta era: «Hay jugadores de fútbol, vaqueros y políticos cristianos ¿por qué no un gángster cristiano?».
En 1961, Cohen fue nuevamente condenado por evasión de impuestos y enviado a Alcatraz. Fue el único preso que alguna vez fue liberado bajo fianza de esa prisión; su fianza fue firmada por el presidente del Tribunal Supremo de EE. UU., Earl Warren. Después de sus fallidas apelaciones, fue enviado a una prisión federal en Atlanta. El Cadillac blindado que había utilizado hasta ese período fue confiscado por el Departamento de Policía de Los Ángeles y está ahora en exhibición en el museo de coches Southward Car Museum de Nueva Zelanda. Durante su tiempo en "La Roca" (apodo popular de Alcatraz), otro interno intentó matar a Cohen con una tubería de plomo.
En 1972, Cohen fue liberado de la Penitenciaría Federal de Atlanta, donde se había pronunciado en contra de los abusos en la prisión. Fue diagnosticado de úlcera gástrica, la cual resultó ser cáncer de estómago. Después de someterse a una operación, continuó recorriendo los EE. UU., incluyendo apariciones en televisión, una vez con Ramsey Clark. 
Su novia Liz Renay pasó tres años en prisión por negarse a informar sobre él. Otra de sus muchas novias, Candy Barr, también pasó un tiempo en prisión por posesión de marihuana. Dos de sus otras favoritas eran las actrices de burlesque Tempest Storm y Beverly Hills, las primeras en tener asegurados sus pechos con la aseguradora Lloyd's de Londres. Estuvo casado con Lavonne Weaver, modelo y profesora de baile, de 1940 a 1951, cuando tras el atentado con bomba en su casa ella se hartó definitivamente de su vida extravagante y peligrosa.
Mickey Cohen murió en 1976 mientras dormía y está enterrado en el cementerio Hillside Memorial Park en Culver City, California.